# اسقف میریل

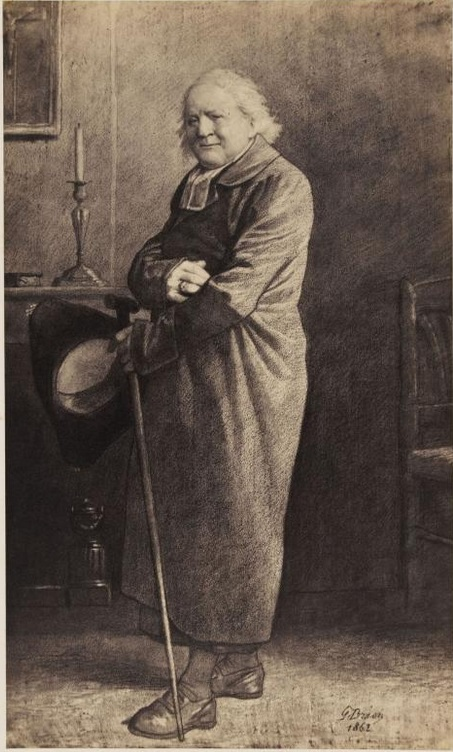
اسقف میریل، تصویرسازی توسط گوستاو بریون (خانه ویکتور هوگو).

اسقف میریل شخصیت خیالی در رمان فرانسوی بینوایان اثر ویکتور هوگو است که در اقتباس‌های بسیاری از بی نوایان که به صورت تئاتر، فیلم، سریال درآمده است حضور دارد.
اسقف مایرل - (نام کامل چارلز-فرانچس-بینونو مایرل)- یک کشیش سالمند مهربان که بعد از برخورد با ناپلئون به مقام اسقفی ترفیع پیدا کرد. بعد از دزدیدن تعدادی ظرف نقره به‌وسیلهٔ ژان والژان، او را از دستگیری نجات داد و الهام‌بخش تغییر مسیر او شد.

## در رمان بینوایان
در فصل اول ژان والژان که به جرم سرقت چندی در زندان بوده است، و پس از آزادی به خانه کشیش میریل نام پناه می‌برد. کشیش نیک نفس او را به مهربانی می‌پذیرد. دزد بر حسب عادت شبانه شمعدان‌های نقره کشیش را می‌رباید و می‌گریزد. در راه فرار به چنگ ژاندارم‌ها می‌افتد که چون در خورجین او شمعدان‌ها را می‌بینند او را برای بازجویی و روبرو کردن نزد کشیش می‌آورند. مرد روحانی شرط مروت نمی‌بیند که دزد را رسوا کند و باز به شکنجه زندان گرفتار سازد. پس به ژاندارم‌ها می‌گوید که خود او این شمعدان‌ها را به ژان والژان بخشیده است، به این تدبیر دزد را کامروا می‌کند و نجات می‌بخشد.